# Élisabeth de Saxe (1862-1863)
La princesse Élisabeth de Saxe (en allemand, Elisabeth Albertine Karoline Sidonie Ferdinande Leopoldine Antonie Auguste Clementine Prinzessin von Sachsen), née le 14 février 1862 à Dresde, et morte le 18 mai 1863 à Dresde , seconde fille du roi Georges Ier de Saxe et de Marie-Anne de Portugal, est un membre de la Maison de Wettin.

## Biographie

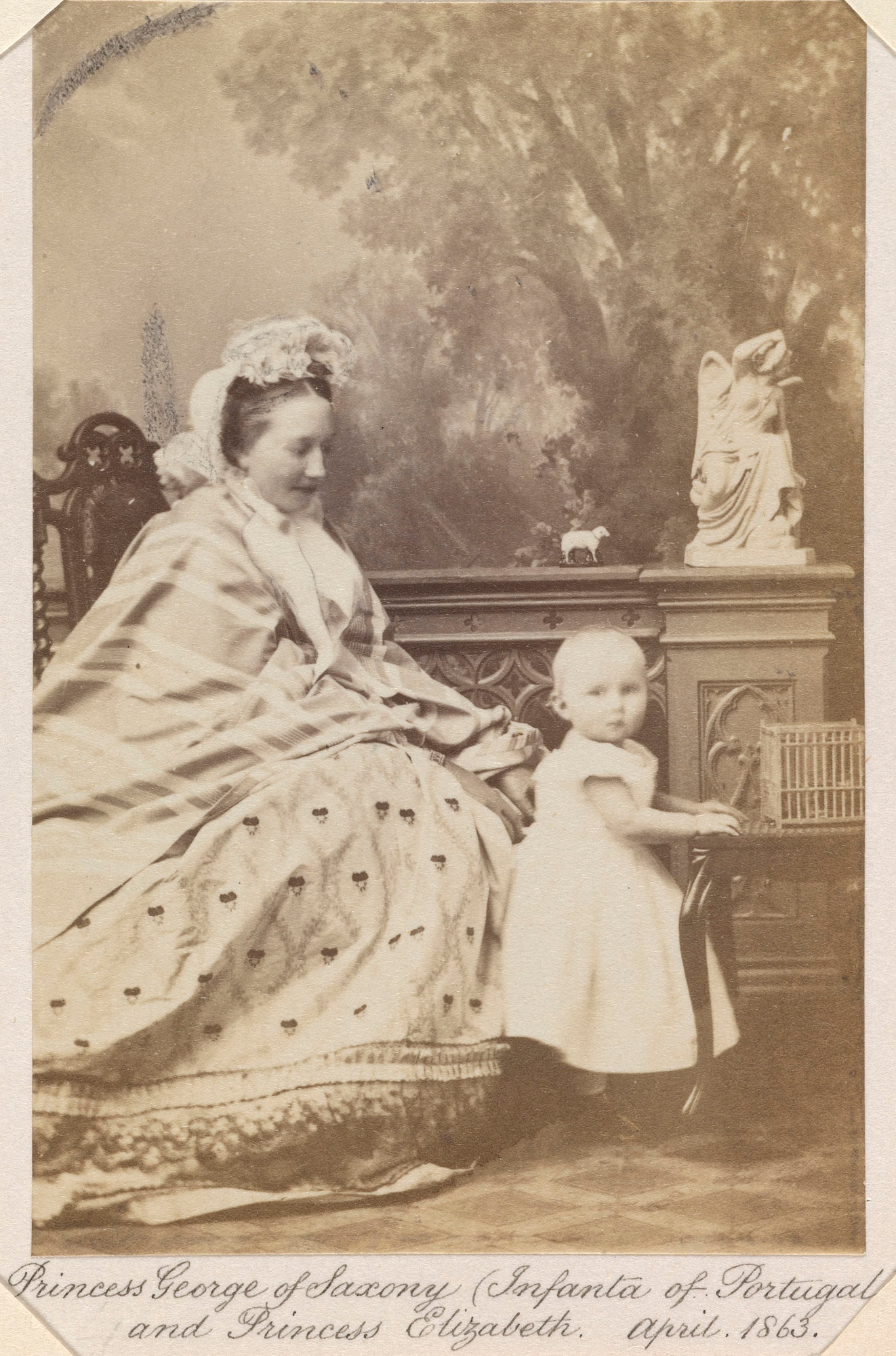
La princesse Élisabeth de Saxe et sa mère en avril 1863

Lorsque Élisabeth de Saxe naît en 1861, son père Georges n'est pas encore roi de Saxe (il le deviendra en 1902). Elle est la sœur aînée du roi Frédéric-Auguste III de Saxe.
La princesse Élisabeth meurt quinze mois après sa naissance. Elle est inhumée dans la crypte royale de la cathédrale de la Sainte-Trinité de Dresde.